# 中﨑雄太
中﨑 雄太（なかざき ゆうた、1991年3月11日 - ）は、鹿児島県曽於郡財部町（現：曽於市）出身の元プロ野球選手（投手、左投左打）、コーチ、監督。
広島東洋カープに所属するプロ野球選手の中﨑翔太は実弟。

## 経歴

### プロ入り前
曽於市立財部小学校2年から財部サンデーズで軟式野球を始めた。曽於市立財部中学校では軟式野球部に所属し、1年でエースとして県の1年生大会優勝。中学2年生で硬式野球の「都城リトルシニア」に入団した。日南学園高等学校では有馬翔と同期で、ともに1年の夏からベンチ入りしている。同年秋には背番号1をつけて県大会に臨んだが、練習中に左足靭帯を負傷し、その間に有馬がエースとなった。
2年春には主にリリーフを務め、チームは県大会で優勝した。同年夏の宮崎大会では有馬と交互に先発を任され、第89回全国高等学校野球選手権大会に出場を果たす。登板のない時は左翼手を務め、制球良く最速144km/hの速球を投げる奪三振の多い投手だった。三回戦で田中健二朗を擁する常葉菊川高等学校と対戦し、延長10回から登板したが決勝タイムリーを打たれ敗れている。3年夏は投手兼右翼手として2年連続甲子園出場を目指したが、県大会決勝で宮崎県立宮崎商業高等学校の赤川克紀と投げ合い、2回から登板して8回まで3安打無失点に抑えたものの1対2で敗れた。

### 西武時代
2008年10月30日に行われたプロ野球ドラフト会議で埼玉西武ライオンズから1巡目で指名され、契約金と年俸それぞれ8,000万円、800万円（いずれも推定）で仮契約を結んだ。背番号は「21」に決まった。鈴木葉留彦編成部長からは「涌井秀章や岸孝之に続く逸材」と高い評価を受けていた。
2009年は一軍・二軍とも出場が無かった。
2011年11月13日に背番号が46に変更された。
2012年のシーズン終了後に小石博孝、中田祥多と共にオーストラリアン・ベースボールリーグのメルボルン・エイシズに派遣され、ウインターリーグに参加した。
2013年5月9日に出場選手登録され、11日の対福岡ソフトバンクホークス戦において6回一死の場面に2番手でプロ初登板し、2/3回を投げ被安打3、被本塁打1、2失点だった。対戦第一打者の長谷川勇也に本塁打を打たれたが、プロ初登板で対戦第一打者に被本塁打したのは史上62人目だった。7月18日、フレッシュオールスターゲームでイースタン・リーグ選抜チームメンバーとして5回に4番手で登板し、1回を投げ無失点で勝利投手になった。
2014年、3月下旬にチーム内でインフルエンザが蔓延したため二軍の試合に出場できる選手が不足し、3月23日のイ・リーグの対横浜DeNAベイスターズ戦では右翼手として先発出場した（この試合では投手の松下建太も左翼手で出場）。
2015年は左手中指、人差し指、手のひらの血行障害を発症し、8月下旬に手術を受けた。
2016年3月に投球フォームをサイドスローに改め、一軍ではプロ入り最多の8試合に登板したものの10月1日に球団から戦力外通告を受けた。その後11月12日に行われた12球団合同トライアウト（阪神甲子園球場）に参加、打者3人に対し被安打0、奪三振2の成績だった。12月2日付で自由契約選手となった。

### BCリーグ・栃木時代
2017年1月、ベースボール・チャレンジ・リーグに参入する栃木ゴールデンブレーブスに選手兼コーチとして入団した。2017年シーズンは主にセットアッパーとして31試合に登板して1勝2敗2セーブ、防御率3.86であった。シーズン終了後の12月25日に栃木を退団することが発表された。発表に付されたコメントの中で、「1枠でも若い選手にチャンスを与え、1人でも多くNPBに行ってもらいたい。その想いも含めBCリーグは身を引くことを決断しました」と述べている。

### 社会人野球時代・現役引退後
前年に在籍したBCリーグ・栃木を運営する人材派遣会社のエイジェックが2018年より社会人野球に参入し、中﨑も選手兼任コーチとして入団した。同年は結成1年目で選手の絶対数が足りないチーム事情から野手としても試合に出場し、公式戦で二塁打も放っている。2019年からは選手登録を外れ、コーチ専任となっていたが、2020年12月11日、チームより退部することが発表された。
退部後は、2021年4月よりエイジェック内に開校のNPB養成専門アカデミー（トレーニング・プロフェッショナル・アカデミー）の技術指導の講師に就任。2022年からは中学女子硬式野球クラブ「エイジェックユース」の監督も兼任する。2025年からはエイジェック女子硬式野球部の監督に就任した（所属は継続）。

## 選手としての特徴
元々はオーバースローだったが、2016年に転向したサイドスローのフォームは、打者に背番号が見えるほどの半身の体勢からクロスステップで投球し、投球後は体が一塁側に大きく流れるという独特のもの。そのため、球場のバックスクリーン方向からホームベース側を写すテレビ中継放送では、「画面から消える」。転向に際しては、現役時代に左投げでクロスステップのサイドスローだった清川栄治二軍投手コーチが指導にあたった。
遠投はプロ入り時で100メートル、直球の最速は146km/hを記録していたが、サイドスロー転向後は最速130km/hになった。なお、BCリーグ移籍後はオーバースローに戻している。
前述のアカデミーでの打撃投手の際は左肘の状態が思わしくないため、日替わりでスリークォーターやサイドスロー気味からの投球となっている。

## 詳細情報

### 年度別投手成績
| 年 度    | 球 団    | 登 板 | 先 発 | 完 投 | 完 封 | 無 四 球 | 勝 利 | 敗 戦 | セ 丨 ブ | ホ 丨 ル ド | 勝 率 | 打 者 | 投 球 回 | 被 安 打 | 被 本 塁 打 | 与 四 球 | 敬 遠 | 与 死 球 | 奪 三 振 | 暴 投 | ボ 丨 ク | 失 点 | 自 責 点 | 防 御 率 | W H I P |
| -------- | -------- | ----- | ----- | ----- | ----- | -------- | ----- | ----- | -------- | ----------- | ----- | ----- | -------- | -------- | ----------- | -------- | ----- | -------- | -------- | ----- | -------- | ----- | -------- | -------- | ------- |
| 2013     | 西武     | 7     | 0     | 0     | 0     | 0        | 0     | 0     | 0        | 0           | .---  | 53    | 9.2      | 19       | 2           | 5        | 0     | 0        | 3        | 0     | 0        | 12    | 10       | 9.31     | 2.48    |
| 2016     | 西武     | 8     | 0     | 0     | 0     | 0        | 0     | 0     | 0        | 0           | .---  | 23    | 6.0      | 4        | 1           | 2        | 0     | 1        | 3        | 0     | 0        | 4     | 4        | 6.00     | 1.00    |
| NPB：2年 | NPB：2年 | 15    | 0     | 0     | 0     | 0        | 0     | 0     | 0        | 0           | .---  | 76    | 15.2     | 23       | 3           | 7        | 0     | 1        | 6        | 0     | 0        | 16    | 14       | 8.04     | 1.97    |

- 2017年度シーズン終了時

### 記録
NPB初記録
- 初登板：2013年5月11日、対福岡ソフトバンクホークス7回戦（鹿児島県立鴨池野球場）、6回裏1死に2番手で救援登板、2/3回2失点
- 初奪三振：2013年6月27日、対東北楽天ゴールデンイーグルス9回戦（埼玉県営大宮公園野球場）、3回表に島内宏明から空振り三振[41]

NPBその他の記録
- 初登板で対戦した第一打者に被本塁打：2013年5月11日、対福岡ソフトバンクホークス7回戦（鹿児島県立鴨池野球場）、6回裏1死に長谷川勇也に左越2ラン ※史上62人目

### 背番号
- 21 （2009年 - 2011年）
- 46 （2012年 - 2017年）